# 相澤浩
相澤 浩（あいざわ ひろし、1953年12月26日 - ）は、日本の医師。旭川医科大学卒業後、東京医科歯科大学産婦人科学教室で、産婦人科医となるが、1987年5月より東京慈恵会医科大学皮膚科学教室に移り、皮膚科に転科、ニキビとホルモンの関係について研究し、1992年7月に医学博士の学位を取得。東京慈恵会医科大学病院にニキビ外来を設立し、大人ニキビのホルモン療法を始める。1999年7月調布市に相澤皮フ科クリニックを開業し、現在に至る。

## 経歴
- 1972年3月 都立戸山高等学校卒業
- 1974年4月 旭川医科大学医学部医学科入学
- 1980年3月 同上卒業
- 1980年7月 東京医科歯科大学産婦人科学教室にて研修開始
- 1982年9月 同上修了
- 1982年10月 東京医科歯科大学産婦人科学教室医員
- 1987年4月 東京医科歯科大学産婦人科学教室辞職
- 1987年5月 東京慈恵会医科大学皮膚科学教室医員
- 1988年1月 同上教室助手
- 1992年7月 医学博士の学位を取得
東京慈恵会医科大学第三病院 皮膚科診療部長(講師)
- 1999年7月 相澤皮フ科クリニック開業
抗アンドロゲン治療のホルモン療法を用いたニキビ治療を実施。
毛孔性苔癬、酒さ、酒さ様皮膚炎の治療も積極的に行っている。

## テレビ出演
- 2004年9月 急増！大人ニキビ 情報プレゼンター_とくダネ!
- 2014年5月 大人ニキビ グッド!モーニング_(テレビ番組)
- 2014年6月 マラセチア毛包炎 スーパーJチャンネル
- 2014年9月 アカデミヨシズミ「大人ニキビ」 モーニングバード

## 論文

### I. 原著論文
A. 単著論文
a) 医学博士論文
1. 相澤浩
女性痤瘡患者における月経周期別血中ホルモン動態の検討
日本皮膚科学会雑誌 1991；Vol.101No.12；P.1407-1415

b) 単著論文
1. 相澤浩
内分泌よりみた痤瘡の病態とその治療
日本皮膚科学会雑誌 1996.12；106巻13号；P.1724-1725
2. 相澤浩
ホルモンと痤瘡（特集 最近のアクネ研究と化粧品開発）
フレグランスジャーナル 1999.8；27(8)；P.28-36
3. 相澤浩
にきびとホルモン（シンポジウム「毛包脂腺系を科学する－にきびと吹き出物」
日本香粧品科学会誌 1997.12；21巻4号；P.337-340

c) 筆頭者として発表した共著論文
1. 相澤浩、石田卓、本田まりこ、新村眞人
男子の尖圭コンジローマ
皮膚病診療 1989.5；11-5；P.381-384
2. 相澤浩、始関玲子、石地尚興、上出良一
重篤な肝障害を伴った骨髄性プロトポルフィン症の１例
皮膚科の臨床 1990.3；32巻3号；P.433-437
3. 相澤浩、新村眞人
女性痤瘡患者の血中ホルモン動態：メサルモン-F○R投与の影響
皮膚 1991；Vol.33 No.5；P.513-519
4. 相澤浩、森本照、新村眞人
口囲皮膚炎：血中アンドロゲン動態と経口スピロノラクトン療法による臨床効果の検討
皮膚 1992.4；34-2：P.155-159
5. 相澤浩、森本照子、新村眞人
抗結核剤による内分泌環境への影響：痤瘡様発疹との関連
皮膚 1992.8；34-4：P.429-432
6. Aizawa H, Niimura M
Adrenal androgen abnormalities in women with late onset and persistent acne.
Arch Dermatol Res. 1993；284；P.451-455
7. 相澤浩、新村眞人
女性痤瘡患者の血中ホルモン動態：芍薬甘草湯投与の影響
皮膚 1996.2；38巻1号；P.37-41
8. 相澤浩、新村眞人
月経異常を伴った女性痤瘡患者の血中ホルモン動態について
皮膚 1996.2；38巻1号；P.31-36
9. 相澤浩、新村眞人
女性痤瘡患者の血中アンドロゲン動態：ロ．リンデオール投与の影響
ホルモンと臨床 1996.5.1；44(5);115～119
10. 相澤浩、新村眞人
女性痤瘡患者におけるACTH刺激試験による副腎皮質機能の検討
日本皮膚科学会雑誌 1997.10；107巻11号P.1381-1386
11. 相澤浩、新村眞人
痤瘡患者におけるLH-RH、TRH負荷試験による視床下部－下垂体機能の検討
皮膚 1999.2；41-1；P.5～8
12. 相澤浩、新村眞人
女性化膿性汗腺炎患者の血中アンドロゲンとインスリン動態について
臨床皮膚科 2001.2；55-2；P.105-107
13. 相澤浩、新村眞人
思春期後発症女性痤瘡患者の血中アンドロゲン動態：プレグナンジオール投与の影響
臨床皮膚科 2002.2；56-2；P.103-105

B. 共著論文
1. Kamide R, Ishikawa T, Aizawa H, Aoki I, Niimura M
A case of temporal arteritis successfully treated with recombinant Interleukin-2.
J Dermatol. 1989；16：P.487-491
2. 森本照子、相澤浩、上出良一、新村眞人
Fox-Fordyce病 ━血中性ホルモンの検討━
臨床皮膚科 1992；46：P.705-708
3. 泉裕乃、江畑俊哉、佐藤優子、相澤浩、上出良一、新村眞人
A Simplified Method for the Measurement of Nocturnal Scratching with an Infrared Video Camera.
皮膚 1997；39（6）：P.560-563
4. 佐藤優子、相澤浩、新村眞人
思春期後発症女性痤瘡患者におけるcorticotropin-releasing hormone(CRH)試験による視床下部－下垂体系の機能異常
日本皮膚科学会雑誌 2002；112(4)；P.377-383
5. 相原良子、岡野由利、赤松浩彦、松永佳世子、相澤浩
尋常性痤瘡の発症機序におけるdehydroepiandrosteroneの関与について
日本皮膚科学会雑誌 2003；113(1)；P.1-8

### II. 著書
A. 分担執筆
1. 相澤浩
Fox – Fordyce Disease. 図説皮膚疾患講座I
メジカルビュー社 東京 1992：66～67
2. 相澤浩
Fordyce 状態. 図説皮膚疾患講座II
メジカルビュー社 東京 1992：124
3. 第3回アクネ研究懇話会記録集
第59回 日本皮膚科学会東部支部学術大会1995年9月17日 シンポジウム「尋常性痤瘡の基礎と臨床」より
尋常性痤瘡におけるホルモンの意義 25-30
アクネ研究懇話会 1996年3月
4. 臨床皮膚科 増刊号 1997 Vol.51 No.5
特集 臨床皮膚科-最近のトピックス 1997
思春期後痤瘡 21-25
医学書院 1997年4月
5. 臨床栄養8月 臨時増刊 Vol.91 No.3 今日の治療食指針―III
XIX-XI.皮膚疾患 にきび(痤瘡) 464-465
医歯薬出版 1997年8月
6. 皮膚診療クイックリファレンス 
23.附属器疾患 汗疹 汗腺膿瘍 多汗症 痤瘡 360-364
メジカルビュー社 1998年1月
7. 境界領域の皮膚病変―他臓器疾患と皮膚
10-B.婦人科と皮膚疾患 165-169
中外医学社 1998年6月
8. 皮膚疾患最新の治療1999-2000
XV 1痤瘡 207-208
南江堂 1999年2月
9. ニキビQ&A
I-Q4 皮脂はなぜ増える? 18-19
II-Q26 特殊な内服療法2(ホルモン剤) 64-65
III-Q32 ステロイドニキビ 78-79
III-Q36 思春期後ニキビ 86-87
医薬ジャーナル社 1999年12月
10. Monthly Book Derma No.49 ニキビ up date
女性のニキビ(痤瘡とホルモン) 19-25
全日本病院出版会 2001年6月
11. QOLをたかめる皮膚科治療-理論と実際-
II.1.にきび(痤瘡) 1257-1262
金原出版 2002年10月
12. てこずる外来皮膚疾患 100の対処法～達人に聞く究極の処方と治療のコツ～
ざ瘡 61.多毛や月経不順を伴う思春期後痤瘡の治療選択は 150-151
メジカルビュー社 2005年2月
13. 皮膚科診療プラクティス 18ニキビ治療の技法
9.思春期後痤瘡 208-210
文光堂 2005年4月
14. Visual Dermatology Vol.5 No.2
特集 専門家によるニキビ治療 軽症から最重症まで
case03 ホルモン剤を用いた治療例 126-127
秀潤社 2006年2月
15. 皮膚科診療最前線シリーズ にきび最前線
4.特殊なにきびを知っておく:思春期後痤瘡 48-52
メジカルビュー社 2006年6月
16. 皮膚科臨床アセット8 変貌する痤瘡マネージメント
29.痤瘡に関係する性ホルモンの検査と検査値の読み方 137-141
46.ニキビに対する経口避妊薬の使い方 232-237
中山書店 2012年1月

### III. 海外文献
1. A case of temporal arteritis successfully treated with recombinant interleukin-2. (PMID:2628456)
Kamide R, Ishikawa T, Aizawa H, Aoki I, Niimura M
The Journal of Dermatology[1989,16(6):487-491]
2. Oral spironolactone therapy in male patients with rosacea. (PMID:1386614)
Aizawa H, Niimura M
The Journal of Dermatology[1992,19(5):293-297]
3. Serum hormone levels in men with severe acne. (PMID:1401498)
Aizawa H, Niimura M,br>The Journal of Dermatology[1992,19(7):404-407]
4. Influence of oral metronidazole on the endocrine milieu and sebum excretion rate. (PMID:1293188)
Aizawa H, Niimura M, Kon Y
The Journal of Dermatology[1992,19(12):959-963]
5. Elevated serum insulin-like growth factor-1(IGF-1) Levels in women with postadolescent acne. (PMID:7608381)
Aizawa H, Niimura M
The Journal of Dermatology[1995,22(4):249-252]
6. Androgen status in adolescent women with acne vulgaris. (PMID:7560449)
Aizawa H, Nakada Y, Niimura M
The Journal of Dermatology[1995,22(7):530-532]
7. Mild insulin resistance during oral glucose tolerance test (OGTT) in women with acne. (PMID:8854583)
Aizawa H, Niimura M
The Journal of Dermatology[1996,23(8):526-529]
8. Serum sex hormone levels in adult patients with atopic dermatitis. (PMID:8916659)
Ebata T, Itamura R, Aizawa H, Niimura M
The Journal of Dermatology[1996,23(9):603-605]
9. The characteristics of nocturnal scratching in adults with atopic dermatitis
Ebata,Aizawa,Kamide, Niimura
British Journal of Dermatology[1999,July:82-86]

## 所属学会
- 日本皮膚科学会正会員
- 日本皮膚科学会専門医
- 日本産婦人科学会専門医